# Canistrum flavipetalum
Espèce
Synonymes
- Wittrockia flavipetala (Wand.) Leme & H.Luther

Canistrum flavipetalum est une espèce de plantes tropicales de la famille des Bromeliaceae, endémique du Brésil et décrite en 2008.

## Synonymes
- Wittrockia flavipetala (Wand.) Leme & H.Luther

## Distribution
L'espèce est endémique de l'État de Bahia au centre du Brésil.

## Description
L'espèce est épiphyte.